# Lost Generation (album)
Albums de Elliott Murphy
Aquashow Night lights
(1976)
Lost Generation est le deuxième album studio d'Elliott Murphy. Il a été réalisé par Paul A. Rothchild, connu pour son travail avec les Doors, et enregistré au studio Elektra (en) à Los Angeles.
Premier des deux albums d'Elliott Murphy enregistrés avec RCA, il a pu bénéficier des musiciens de studio renommés tels Jim Gordon et Richard Tee.
L'album est chroniqué par Paul Nelson dans Rolling Stone, lequel salue un « album génial mais extraordinairement difficile ». En 2019, le même magazine fait figurer Lost Generation parmi une liste de « dix albums d'auteur-compositeur ayant dominé nos platines dans les années 70 mais ayant été injustement oubliés depuis ».

## Titre et pochette
La photographie qui illustre la pochette de l'album est un portrait d'Elliott Murphy en chemise et gilet devant un parachute ouverte. Elle est l’œuvre d'Ed Caraeff. En 1990, Murphy s'amuse du fait que cette photographie « ressemble à une icône russe, bien qu'[il fût] loin d'être un ange à cette époque,. »

## Liste des pistes
Toutes les chansons sont écrites et composées par Elliott Murphy.
| No  | Titre                | Durée |
| --- | -------------------- | ----- |
| 1.  | Hollywood            | 3:53  |
| 2.  | A Touch of Mercy     | 3:29  |
| 3.  | History              | 3:03  |
| 4.  | When You Ride        | 2:55  |
| 5.  | Bittersweet          | 4:03  |
| 6.  | Lost Generation      | 4:36  |
| 7.  | Eva Braun            | 4:03  |
| 8.  | Manhattan Rock       | 4:01  |
| 9.  | Visions of the Night | 3:01  |
| 10. | Lookin' Back         | 3:38  |

## Musiciens
- Elliott Murphy – chant, guitare, harmonica, claviers
- Richard Tee – piano
- Wayne DeVillier – claviers
- Jim Gordon – batterie, percussions
- Ned Doheny – guitare
- Sonny Landreth – guitare
- Jackie Clark – guitare
- Bobby Kimball – harmonies vocales
- Gordon Edwards – basse
- Jon Smith – saxophone

Autres crédits
- Fritz Richmond – ingénieur
- Acy Lehman – direction artistique
- Dennis Katz – conception de la couverture
- Ed Caraeff – photographie

## Réception critique
À sa sortie, l'album est chroniqué par Paul Nelson dans Rolling Stone dans un long article de trois colonnes. Le critique loue un album « génial mais extraordinairement difficile », et décrit Murphy comme un artiste qui « porte fièrement ses idoles sur ses manches, la plupart, et de manière significative, mortes ». Parmi celles-ci, Nelson relève la présence de James Dean, Greta Garbo, Scott Fitzgerald, Ezra Pound, Ernest Hemingway, Lord Byron, Jimi Hendrix, Brian Jones et Lou Reed, qui sont  comme des personnages de l'album.
William Ruhlmann fait valoir un avis plus mitigé face à l'abondance de ces références littéraires. « Encore une fois » écrit-il « Murphy use sans fin de la référence, nommant tout le monde d'Andy Warhol à Ezra Pound ». Pour lui, l'album reprend les mêmes ingrédients qui avaient fait le succès d'Aquashow : un mélange de références au milieu de la New York contemporaine, au cinéma, à la musique et à l'Histoire, mais d'une manière un peu moins habile,.
Le critique Robert Christgau déplore le travail de Paul Rotschild, qui signe selon lui une réalisation trop élaborée et trop impersonnelle, ne convenant pas à l'innocence de la voix de Murphy.
En 2019, Rolling Stone fait figurer Lost Generation parmi une liste de « dix albums d'auteur-compositeur ayant dominé nos platines dans les années 70 mais ayant été injustement oubliés depuis ».

### Citations originales
1. ↑  « The cover photo [...] makes me look like something off a Russian Icon altough I was hardly angelic in those days. »
2. ↑  « Lost Generation, a brilliant but extraordinarily difficult LP »
3. ↑  « He wears his idols — most of them, significantly dead [...] — proudly on his sleeve »
4. ↑  Again, Murphy was endlessly referential, name-checking everyone from Andy Warhol to Ezra Pound
5. ↑  mixing a contemporary New York City milieu with literary, cinematic, musical, and historical allusions in his sometimes whiney sawdust tenor while the band made like Blonde on Blonde. It was the same set of elements that had made Aquashow such a delight, but they weren't blended quite as well this time
6. ↑  « too tasty and anonymous »
7. ↑  « 10 singer-songwriter albums that ruled our turntables in the Seventies but have been unfairly forgotten since then »